# سیارک ۸۰۴۰
سیارک ۸۰۴۰ (به انگلیسی: 8040 Utsumikazuhiko، نامگذاری:1993SY3) هشت هزار و چهلمین سیارک کشف شده‌است که در ۱۶ سپتامبر ۱۹۹۳ کشف شد.
قدر مطلق سیارک برابر ۱۳٫۹۰ است.